# Simone Kerlin
Simone Kerlin (* 21. April 1972 in Hamburg) ist eine deutsche Politikerin (SPD).

## Leben und Politik
Kerlin ist verheiratet und hat ein Kind. Sie verließ die Schule mit dem Abitur und studierte anschließend Rechtswissenschaften. Sie schloss das Studium mit einem Abschluss ab. Nach dem Studium absolvierte sie eine Berufsausbildung zur Kauffrau in der Grundstücks- und Wohnungswirtschaft. Sie ist Mitglied der Gewerkschaft ver.di und der Behinderten AG Harburg.
Kerlin war von Oktober 2001 bis März 2004 Mitglied der Bürgerschaft der Freien und Hansestadt Hamburg. Als Landtagsabgeordnete war sie Mitglied des Rechts- des Eingaben- sowie des Bau- und Verkehrsausschusses.

## Quelle und Weblink
- Abgeordnetenhandbuch der Hamburgischen Bürgerschaft
- Simone Kerlin auf der Seite der SPD-Bürgerschaftsfraktion - spdfraktion-hamburg.de (nicht mehr Online)

| Personendaten    | Personendaten                    |
| ---------------- | -------------------------------- |
| NAME             | Kerlin, Simone                   |
| KURZBESCHREIBUNG | deutsche Politikerin (SPD), MdHB |
| GEBURTSDATUM     | 21. April 1972                   |
| GEBURTSORT       | Hamburg                          |